# Dassault Falcon 10
Dassault Mystère/Falcon 10 là một máy bay phản lực được liên doanh phát triển bởi hãng sản xuất máy bay của Pháp là Dassault Aviation. Nó thực sự được phát triển sau Falcon 20, và về cơ bản là một phiên bản của Falcon 20.
Việc sản xuất bắt đầu vào năm 1971 và ngừng vào năm 1989, nhưng nó vẫn tiếp tục là một máy bay phản lực thương mại thành công được thị trường sử dụng.

## Các phiên bản
MinifalconTên gọi ban đầu của Dassault Falcon 10.
Falcon 10Phiên bản vận tải.
Falcon 10MERPhiên bản vận tải và liên lạc cho Hải quân Pháp.
Falcon 100Được thiết kế để thay thế Falcon 10, Series 100 có trọng lượng cất cánh lớn hơn, ngăn hành lý lớn hơn và buồng lái kính.

## Hoạt động quân sự
Pháp

## Thông số kỹ thuật

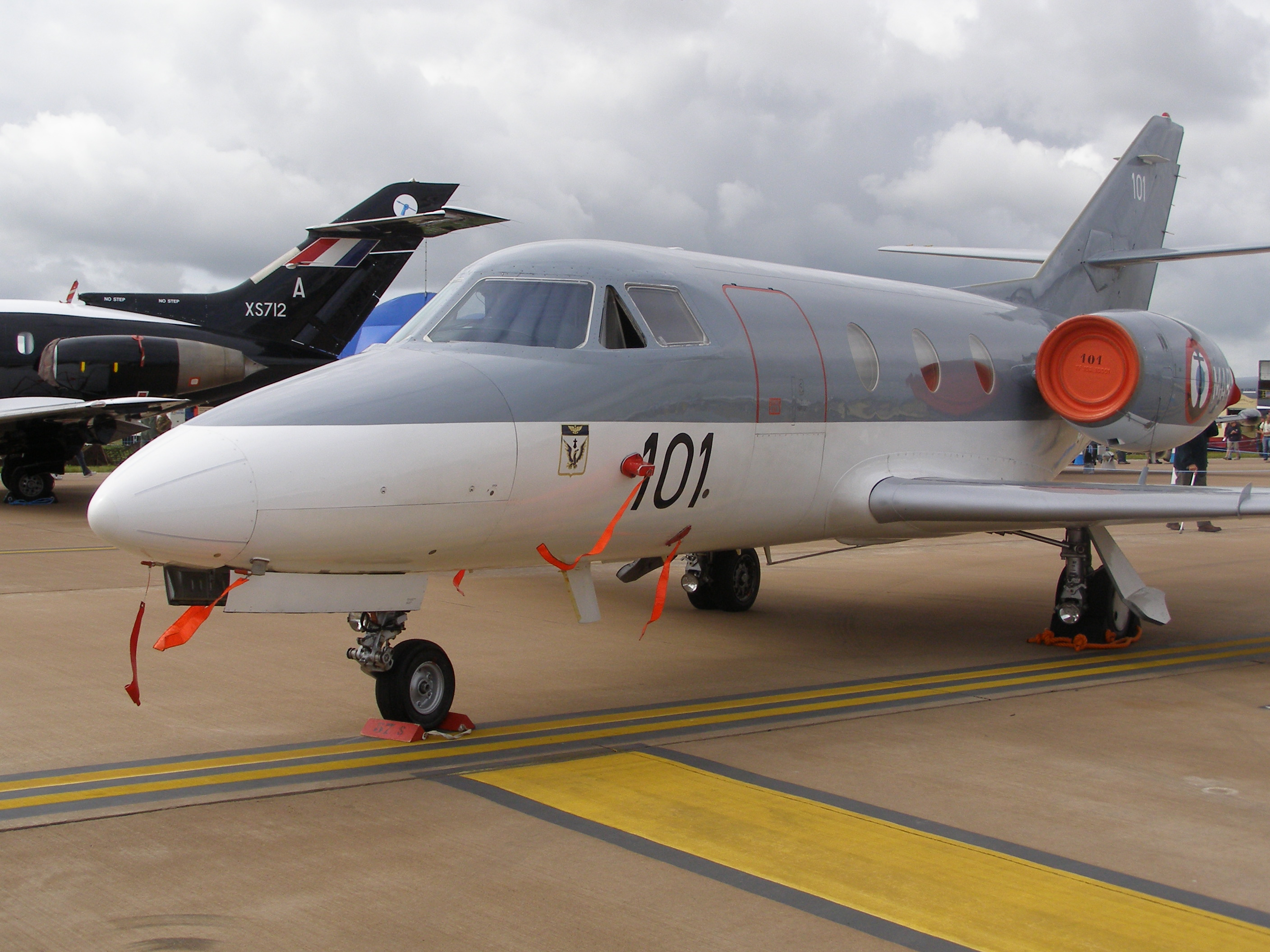
Falcon 10 của Hải quân Pháp

Dữ liệu 

### Đặc điểm riêng
- Phi đoàn: 2
- Sức chứa: 4-8
- Chiều dài: 13.86 m (45 ft 5.75 in)
- Sải cánh: 13.08 m (42 ft 11 in)
- Chiều cao: 4.61 m (15 ft 1.5 in)
- Diện tích cánh: 24.1 m² (259.42 ft²)
- Trọng lượng rỗng: 4880 kg (10760 lb)
- Trọng lượng cất cánh: n/a
- Trọng lượng cất cánh tối đa: 8500 kg (18740 lb)
- Động cơ: 2 × Garrett TFE731-2, 1465 kN (3230 lbf) mỗi chiếc

### Hiệu suất bay
- Vận tốc cực đại: n/a
- Vận tốc hành trình: 912 km/h (566 mph)
- Tầm bay: 3560 km (2212 dặm)
- Trần bay: n/a
- Vận tốc lên cao: n/a
- Lực nâng của cánh: n/a
- Lực đẩy/trọng lượng: n/a

### Máy bay có cùng sự phát triển
- Dassault Falcon 20
- Dassault Falcon 50

### Máy bay có tính năng tương đương
- Aerospatiale Corvette
- Raytheon Hawker 800